# Agostinho da Silva Neves
Agostinho da Silva Neves (? — 4 de abril de 1851) foi um político brasileiro.
Foi presidente das província de Alagoas, de 18 de abril a 29 de outubro de 1838 e de 3 de novembro de 1838 a 10 de janeiro de 1840, e da Paraíba, de 7 de abril a 5 de setembro de 1840, de 2 de dezembro de 1843 a 22 de julho de 1844, e de 30 de setembro de 1850 a 3 de abril de 1851.